# Stefan Strzemieński
Stefan Marian Strzemieński (ur. 14 marca 1885 w majątku Leśna, zm. 31 lipca 1955 w Penrhos, w Walii) – generał brygady Wojska Polskiego, kawaler Orderu Virtuti Militari.

## Życiorys
Stefan Marian Strzemieński urodził się 14 marca 1885 roku w majątku Leśna, w powiecie sejneńskim, w rodzinie Bronisława, powstańca styczniowego, i Marii z d. Gerald-Wyżyckiej. Wstąpił do Korpusu Kadetów w Połocku (ros. Полоцкий кадетский корпус). W 1905 ukończył Oficerską Szkołę Kawalerii w Jelizawietgradzie (ros. Елисаветградское кавалерийское училище), jako kornet (ros. корнет). Następnie pełnił służbę w 16 pułku dragonów na Kaukazie, a w czasie I wojny światowej na froncie niemieckim, austriackim i tureckim. W 1916 roku awansował na rotmistrza. Następnie służył w rosyjskim korpusie ekspedycyjnym, skierowanym przez  terytorium Persji dla połączenia się z wojskami angielskimi pod Bagdadem i Kut-el-Amara.
W listopadzie 1917 roku został dowódcą 6 szwadronu w 3 pułku ułanów w I Korpusie Polskim pod dowództwem ge, Józefa Dowbor-Muśnickiego. Po rozbrojeniu korpusu przez Niemców w V/VI 1918 przybył wraz z większością jego żołnierzy do Warszawy. Tu, 13 października 1918 roku w swoim mieszkaniu przy ulicy Marszałkowskiej przystąpił do organizacji 3 pułku ułanów. Pułkiem dowodził do 16 lipca 1920 roku. W międzyczasie dowodził w zastępstwie Frontem Poleskim (23 kwietnia–2 maja 1919), dowodził Grupą Pińską i Grupą Słucką oraz Grupą w 2 Brygadzie Jazdy gen. Kosteckiego i dowodził 2 Brygadą Jazdy (18 marca–15 kwietnia 1920). 17 lipca 1920 roku objął dowództwo 3 Brygady Jazdy, a już 7 września dowództwo 2 Brygady Jazdy. Tą ostatnią wielką jednostką jazdy dowodził do grudnia 1920 roku.

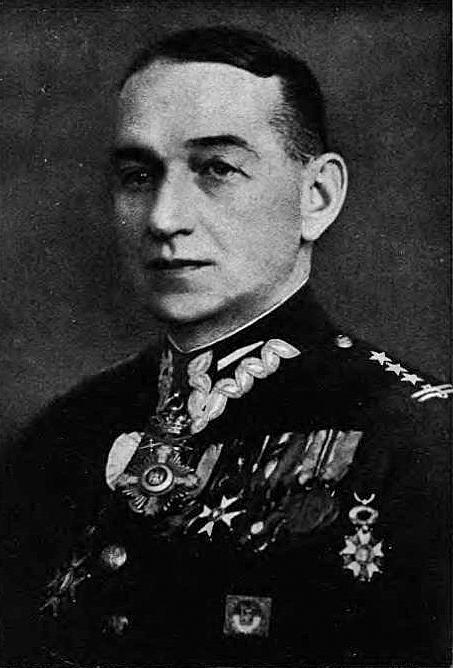
Stefan Strzemieński (przed 1933)

W maju 1921 roku objął dowództwo VIII Brygady Jazdy w Białymstoku. 3 maja 1922 roku został zweryfikowany w stopniu pułkownika ze starszeństwem z dniem 1 czerwca 1919 roku i 25. lokatą w korpusie oficerów jazdy. 1 czerwca 1924 roku został mianowany dowódcą XII Brygady Kawalerii w Ostrołęce. 14 września 1926 roku został przeniesiony na stanowisko dowódcy I Brygady Kawalerii w Warszawie. Od 11 listopada 1926 roku jednocześnie pełnił obowiązki dowódcy 2 Dywizji Kawalerii w Warszawie. 6 listopada 1930 roku przyjął od pułkownika dyplomowanego Bolesława Wieniawa-Długoszowskiego obowiązki komendanta garnizonu i placu miasta stołecznego Warszawy. Z dniem 30 listopada 1932 roku został przeniesiony w stan spoczynku. 26 stycznia 1933 roku awansował na generała brygady ze starszeństwem z dniem 30 listopada 1932 roku i 1. lokatą w korpusie generałów.
W połowie kwietnia 1933 roku wyjechał do Brazylii, jako przedstawiciel Zarządu Głównego Ligi Morskiej i Kolonialnej z zadaniem zbadania możliwości osadniczych, szczególnie w stanie Parana. Po kilkumiesięcznym pobycie przedstawił dwa projekty przeprowadzenia akcji osadniczej. 7 czerwca 1934 roku podpisał umowę z rządem parańskim o zakupie 7 tys. ha ziemi w dorzeczu rzeki Ivai. Na obszarze byłego rezerwatu indiańskiego zorganizowano osadę „Morska Wola”. Jego działalność była krytycznie oceniana przez Ministerstwo Spraw Zagranicznych. Zarzucano mu, że nie uwzględniał realiów społeczno-politycznych Parany oraz możliwości finansowych i organizacyjnych Ligi, a nadto wywołanie antypolskiej kampanii prasowej i brak konsultacji swoich poczynań z Konsulem Generalnym RP w Kurytybie. Sugestie MSZ o odwołaniu go z Brazylii nie zostały uwzględnione przez Ligę wobec czego kontynuował swoją działalność.
12 września 1939 roku, w trakcie kampanii wrześniowej, na polecenie ministra spraw wojskowych, objął dowództwo nad Grupą „Dubno” z zadaniem przygotowania obrony na linii rzeki Ikwy (dorzeczem Prypeci), w rejonie Dubna, przy pomocy oddziałów improwizowanych w ośrodkach zapasowych. 18 września na czele grupy podjął marsz na Lwów. 21 września stoczył pomyślną walkę z wydzielonym oddziałem niemieckiej 4 Dywizji Lekkiej. 24 września po walkach pod Rawą Ruską z niemiecką 2 Dywizją Pancerną grupa skapitulowała, lecz uniknął niewoli, przedostał się do Rumunii, gdzie został internowany w obozie w Băile Herculane.
W lutym 1941 roku został przewieziony do III Rzeszy i osadzony w oflagu. Po wojnie osiadł w Wielkiej Brytanii. Zmarł 31 lipca 1955 roku w Pernhos w Walii. Pochowany na cmentarzu Pwllheli.

## Ordery i odznaczenia

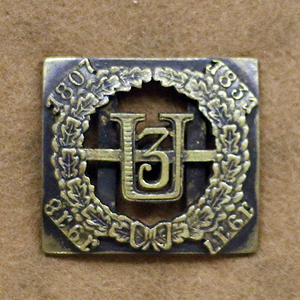
Odznaka pamiątkowa pułku

- Krzyż Srebrny Orderu Wojskowego Virtuti Militari nr 5021 (1921)[13][2]
- Krzyż Niepodległości (20 lipca 1932)[14][4]
- Krzyż Oficerski Orderu Odrodzenia Polski (8 listopada 1930)[15][4]
- Krzyż Kawalerski Orderu Odrodzenia Polski
- Krzyż Walecznych (czterokrotnie)
- Złoty Krzyż Zasługi (10 listopada 1928)[16][4]
- Medal Pamiątkowy za Wojnę 1918–1921[4]
- Medal Dziesięciolecia Odzyskanej Niepodległości[17][4]
- Odznaka Pamiątkowa 3 pułku ułanów[17]
- Komandor Orderu Gwiazdy Rumunii (Królestwo Rumunii)
- Komandor Orderu św. Sawy (Królestwo Serbów, Chorwatów i Słoweńców)[4]
- Kawaler Orderu Legii Honorowej (III Republika Francuska)[4]
- Medal Zwycięstwa („Médaille Interalliée”) – 1925[18][4]